# Chaetocarabus
Chaetocarabus  (лат.) — подрод жуков рода жужелиц (Carabus), включающий 2 вида.

## Систематическое положение
Подрод описан в 1875 году К. Г. Томсоном по типовому виду Carabus intricatus (плутающая жужелица). Синонимичные названия отсутствуют.
В 1984 году Р. Исикавой выдвигалась предложение расширить объём подрода за счёт других представителей рода Carabus. Японский энтомолог включил в его состав подроды Platycarabus и Hygrocarabus (две систематические группы, которые считались близкими).
В 1998 году коллектив исследователей (A. Casale и др.) проверил гипотезу о родстве, сравнив по отдельности и в комплексах 26 признаков личинок и взрослых жуков, а также нуклеотидные последовательности гена nd1. Выяснилось, что жужелицы Platycarabus не состоят в тесном родстве с Chaetocarabus (и, тем более, Hygrocarabus).